# Esther Siamfuko
Esther Siamfuko, née le 8 août 2004 en Zambie, est une footballeuse internationale zambienne évoluant au poste de défenseure au club des Green Buffaloes.

## Biographie

### Enfance et formation
Esther Siamfuko est née le 8 août 2004 en Zambie.

### Carrière
Elle joue du pied gauche.

#### En club
Esther Siamfuko joue pour les Choma Warriors et les Queens Academy en Zambie.

#### En équipe nationale
Elle est appelée en équipe de Zambie le 28 novembre 2020 lors d'une victoire 1-0 en amical contre le Chili.
Elle participe avec l'équipe de Zambie aux Jeux olympiques d'été de 2020. Lors des Jeux olympiques organisés à Tokyo, elle joue deux matchs. La même année, elle participe au championnat féminin U17 de la COSAFA 2020.